# Stepán Krétov
Stepán Ivánovich Krétov (en ruso: Степа́н Ива́нович Кре́тов; Malaya Nichka, RSFS de Rusia, 25 de diciembre de 1919 - Moscú, Unión Soviética, 19 de enero de 1975) fue un aviador militar soviético  que combatió en la Segunda Guerra Mundial en la Fuerza Aérea Soviética. En el curso de dicho conflicto recibió dos veces el título de Héroe de la Unión Soviética.

## Biografía

### Infancia y juventud
Stepán Krétov nació el 25 de diciembre de 1919, en el seno de una familia de campesinos rusos, en Malaya Nichka una pequeña localidad rural situada en la Gobernación de Yeniseisk en la RSFS de Rusia (la Unión Soviética no se constituyó oficialmente hasta diciembre de 1922). En 1933, él y su familia se mudaron a la localidad de Minusinsk, en el krai de Krasnoyarsk, donde, en 1936, se graduó en la escuela local, después de completar sus estudios regresó a su ciudad natal para trabajar en una granja colectiva hasta 1937. Al año siguiente, en 1938, completó un curso en el Colegio Agrícola de Kansk y trabajó como empleado en la oficina de la NKVD del distrito de Kansk.
En 1939, después de graduarse en el club de vuelo local abandonó su trabajo en la NKVD para incorporarse al Ejército Rojo. Inicialmente asistió a la Escuela de Pilotos de Aviación Militar de Chitá hasta septiembre de 1939, luego asistió a la Escuela Superior de Pilotos de Aviación Militar de Balashov, en la que se graduó en agosto de 1940 antes de ser destinado al 228.º Regimiento de Aviación de Bombarderos de Largo Alcance. Sin embargo, poco después, en enero de 1941, fue transferido al 21.° Regimiento de Aviación de Bombarderos de Largo Alcance.

### Segunda Guerra Mundial
Inicialmente no podía volar debido a que sufría anosmia, finalmente se le autorizó volar, lo que le permitió realizar su primera salida de combate poco después de la invasión alemana de la Unión Soviética, en junio de 1941, en un bombardero pesado Boljovitinov DB-A. En septiembre, logró llevar su avión averiado de regreso a su aeródromo local después de una batalla aérea en la su avión resultó gravemente dañado en el motor y gran parte del fuselaje estaba perforado por numerosos impactos de bala. El 1 de diciembre, varios cazas alemanes Messerschmitt Bf 109 atacaron su avión después de bombardear un objetivo en Taganrog, y finalmente lo derribaron, por lo que tuvo que saltar en paracaídas del avión en llamas sobre el mar. A pesar de las graves quemaduras que sufrió en las manos, pudo aferrarse a un tronco flotante con otros sobrevivientes de su tripulación y finalmente lograron nadar hasta la orilla. Volvió a volar solo diez días después del incidente.
En septiembre de 1943, su regimiento recibió la designación honorífica de la Guardia, por lo que se le cambiara el nombre a 24.º Regimiento de Aviación de Largo Alcance de la Guardia y, ese mismo mes Krétov fue nominado para su primera Estrella de Oro de Héroe de la Unión Soviética por haber realizado un total de 284 salidas de combate, todas nocturnas menosveinte. Para entonces había alcanzado el puesto de comandante de escuadrón. El mes anterior a la concesión del título, el 13 de marzo de 1944, participó en una campaña de bombardeos a larga distancia contra Helsinki con el objetivo de obligar a Finlandia a abandonar la guerra. No mucho después de recibir el premio, fue degradado de comandante de escuadrón a piloto ordinario debido a una serie de infracciones disciplinarias y transferido al 24.º Regimiento de Aviación de Largo Alcance de la Guardia.
En total durante la guerra, realizó un total aproximado de 400 salidas de combate en los bombarderos BD-Za y en el Ilyushin Il-4, todas nocturnas excepto treinta y una diurnas, participó en misiones de combate contra las fuerzas enemigas en Moldavia, Ucrania, Rostov, Crimea, Leningrado, Bielorrusia, Polonia, Budapest y Koenigsberg. El 21 de mayo de 1945 fue nominado a una segunda Estrella de Oro, que la recibió ya en febrero de 1948.

### Posguerra

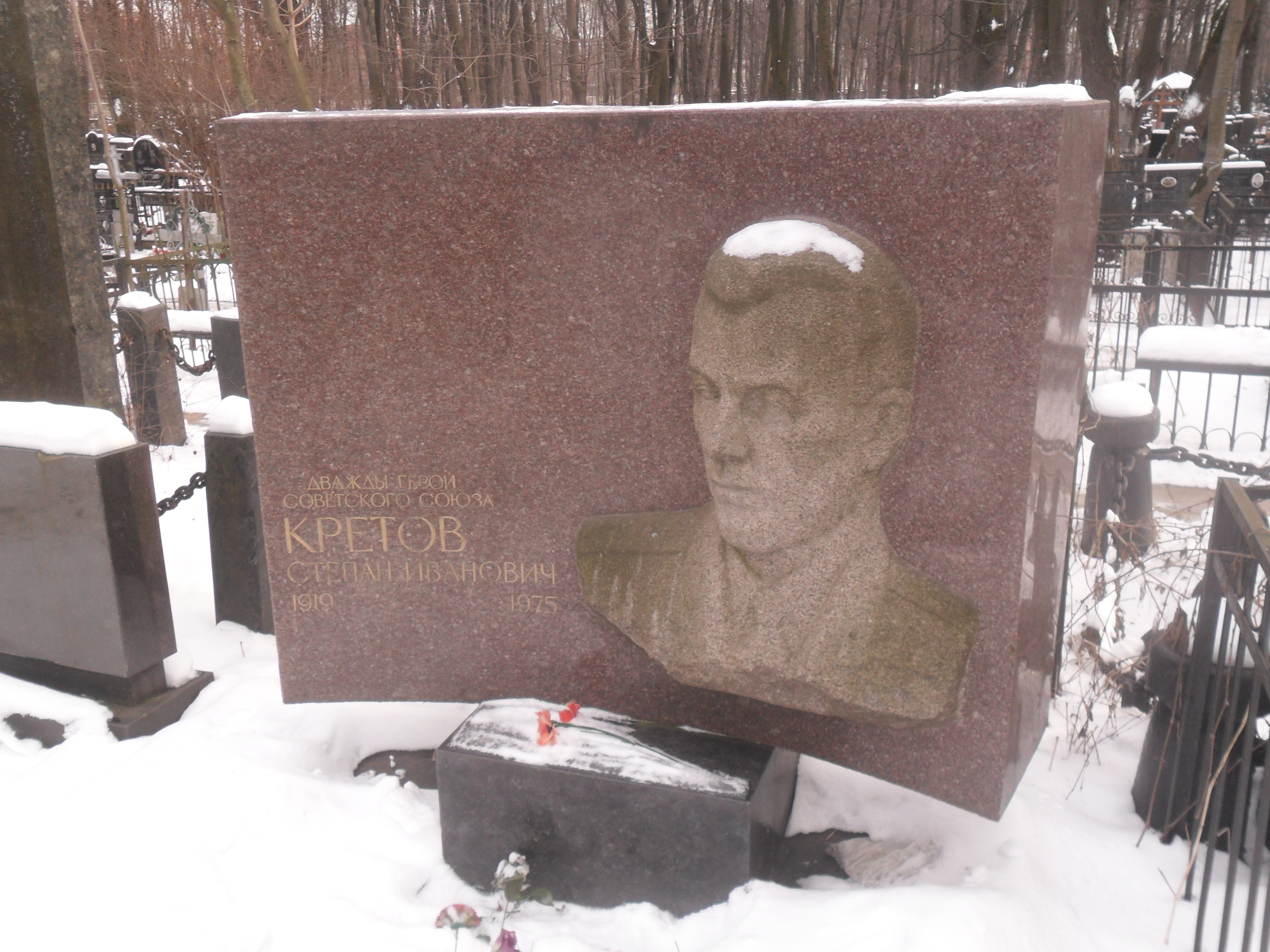
La tumba de Stepán Krétov en el cementerio Vvedenskoye en Moscú.

En mayo de 1944, fue nombrado comandante de escuadrón en el 240.º Regimiento de Aviación de Bombarderos de la Guardia, anteriormente designado como el 24.º Regimiento de Aviación de Largo Alcance de la Guardia en septiembre de 1945. Un año después, fue nombrado subcomandante de escuadrón en el 108.º Regimiento de Aviación de Bombarderos, donde se convirtió en comandante de escuadrón antes de irse a la Escuela Táctica y de Vuelo de Oficiales Superiores de Aviación de Largo Alcance en 1950. Después de graduarse más tarde ese mismo año, se convirtió en el jefe del departamento de vuelo del 50.º Ejército Aéreo de Aviación de Largo Alcance.
En abril de 1953 pasó al 11.º Regimiento de Aviación de Bombarderos Pesados de la Guardia como jefe del departamento de entrenamiento de combate, donde permaneció hasta marzo de 1959. Desde entonces hasta septiembre de 1959 desempeñó el puesto de comandante del 335.º Regimiento de Misiles, posteriormente, estuvo al mando del 151.° Regimiento de Misiles hasta julio de 1961, estos dos últimos puestos eran parte de las Fuerzas de Misiles Estratégicos. Durante el resto de su carrera, trabajó como instructor en diversas academias militares, inicialmente en la Escuela de Ingeniería y Mando Superior de Rostov y luego en la Academia de Ingeniería Militar F.E. Dzerzhinsky desde 1972 hasta su retiro en 1974.
Murió en Moscú el 19 de enero de 1975 y fue enterrado en el cementerio Vvedénskoye.

## Condecoraciones

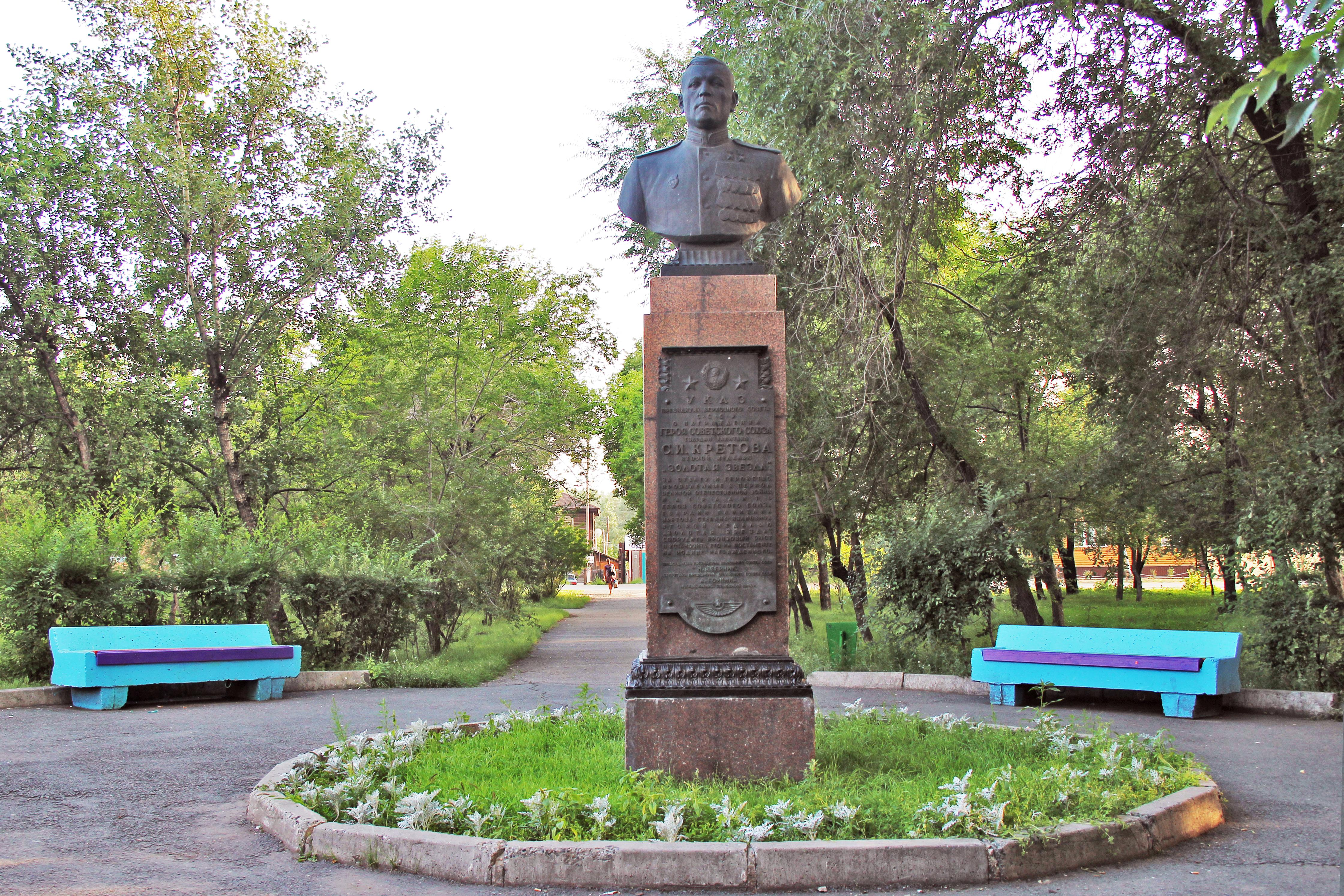
Busto de bronce de Stepán Krétov en Minusinsk en el krai de Krasnoyarsk (Rusia)

A lo largo de su carrera militar Stepán Krétov fue galardonado con las siguientes condecoraciones
|  | Héroe de la Unión Soviética, dos veces (13 de marzo de 1944 y 23 de febrero de 1948)            |
|  | Orden de Lenin, dos veces (31 de diciembre de 1942 y 13 de marzo de 1944)                       |
|  | Orden de la Bandera Roja, dos veces (23 de diciembre de 1941 y 14 de noviembre de 1942)         |
|  | Orden de la Estrella Roja (30 de abril de 1954)                                                 |
|  | Medalla por el Servicio de Combate (1949)                                                       |
|  | Medalla por la Defensa de Leningrado                                                            |
|  | Medalla por la Defensa del Cáucaso                                                              |
|  | Medalla por la Victoria sobre Alemania en la Gran Guerra Patria 1941-1945                       |
|  | Medalla Conmemorativa del 20.º Aniversario de la Victoria en la Gran Guerra Patria de 1941-1945 |
|  | Medalla por la Conquista de Budapest                                                            |
|  | Medalla por la Conquista de Königsberg                                                          |
|  | Medalla Conmemorativa del 30.º Aniversario de la Victoria en la Gran Guerra Patria de 1941-1945 |
|  | Medalla Conmemorativa del 40.º Aniversario de la Victoria en la Gran Guerra Patria de 1941-1945 |
|  | Medalla Conmemorativa del 50.º Aniversario de la Victoria en la Gran Guerra Patria de 1941-1945 |
|  | Medalla por Servicio Impecable de 1.er grado                                                    |
|  | Medalla Conmemorativa del 250.º Aniversario de Leningrado                                       |
|  | Medalla por el Fortalecimiento de la Amistad en Armas (Checoslovaquia)                          |